# 秦岭北麓违建别墅案
秦岭北麓违建别墅案，是指中国陕西省西安市秦岭自然保护区内于2000年左右始违法违规修建多栋豪华私人别墅被查处的系列案件。这些别墅建筑长期违法违规圈地，严重破坏当地生态环境，并在中国共产党和国家高层多次指示之下仍不见有效整改。2018年7月，在中共中央总书记习近平作出第六次批示后，中央派出中央纪委副书记徐令义率领的工作组进驻陕西，展开整治。
事件在陕西政界引发轩然大波，包括陕西省委原书记赵正永、陕西省委原常委及秘书长钱引安在内的多名省、市级高层官员被查处，另有包括原西安市市长上官吉庆在内的数名官员引咎辞职并受到处分。
在事件中清查出的1100余栋违规建造的别墅被迅速尽数拆除并复绿，还原其原本面貌。事件查处的具体经过及相关细节被拍摄制作成为电视专题片《一抓到底正风纪——秦岭违建整治始末》，于2019年1月9日晚在中国中央电视台播映。

## 经过

### 背景
2002年，时任中共西安市委书记栗战书提出“中国西安，西部最佳”的口号，对西安的发展做出了前瞻性的规划。同年，长安县撤县设区，原长安县县长钱引安成为长安区首任区长。当时，钱引安提出“新长安战略”，将长安区的工作重心从传统农业经济模式转向现代城市发展，长安区的新形象很快焕然一新。2003年7月28日，刚设区的长安区斥资1000万元面向世界寻求“新长安战略”策划方案。在这一年，秦岭北麓违建别墅开建，随后一发不可收拾。2005年，在公开的“新长安战略”中，“秦岭北麓经济板块”被明确为重中之重。其表述为，以秦岭北麓资源保护为重点，以环山公路为轴线，加大东大、滦镇、子午、太乙等小城镇基础设施建设，建成沿山果林带和生态观光农业示范基地以及多个现代农庄。在此政策下，2005年秦岭北麓违建别墅建造达到高潮，新颖独特招引来了八方买家。据2007年《瞭望》报道，“陕西省西安市秦岭北麓一带有山有水，近几年部分房地产开发商开始以旅游开发为名大面积征地、租地从事别墅开发。在长安区东大街道办事处惊驾村，记者看到开发商正在租用的田地里大兴土木，挖湖、造山、移植大树。一位施工人员说，公司要在这里建高档别墅区。”

### 2014年
2014年3月，秦岭违建别墅破坏生态环境情况再次被媒体曝光。5月13日，中共中央总书记习近平首次就秦岭北麓西安段圈地建别墅问题作出批示，要求陕西省委省政府主要负责人关注此事。5月15日，省委办公厅收到中办督察室转来的习近平批示。针对习近平的批示，陕西省委书记赵正永也做了批示：由省委督察室会同西安市，尽快查清向中央报送材料。而陕西省省长娄勤俭只作圈阅。5月17日，陕西省委常委、西安市委书记魏民洲批转西安市市长董军阅处。董军批示要求相关区县按照总书记的要求，全力抓好落实。5月19日上午，西安市政府召开市政府常务会。市长董军将长安区、户县等区县领导召集到会议室外的走廊，简单作了口头布置。6月10日，西安市成立“秦岭北麓违建整治调查小组”，由市政府咨询员乔征担任组长。7月，调查小组向市里进行了反馈：经过全面清查和各区县党政领导层层签字背书确认，违建别墅底数已彻底查清，共计202栋。8月，陕西省委向中共中央报告说，秦岭违建别墅的数量已经查清。
10月13日，习近平再次批示，要求“务必高度重视，以坚决的态度予以整治，以实际行动遏止此类破坏生态文明的问题蔓延扩散”。对于习近平的批示，赵正永在省委常委会上仅提了原则性要求，要求西安市认真落实。随后，西安市委书记魏民洲将原先的调查组升格为调查处置组，点名市委常委、常务副市长岳华峰担任组长。11月14日，西安市委向陕西省委报告称：202栋违建已全部处置到位，其中拆除145栋，没收57栋，比原计划提前17天。11月29日，魏民洲、董军在《陕西日报》联合发表署名文章，宣称“以积极作为、勇于担当的态度，彻底查清了违法建筑底数，违法建筑整治工作全部完成”。

### 2015年—2018年
从2015年2月到2018年4月，针对秦岭违建问题，习近平又作过三次批示指示。2016年2月，习近平在对祁连山自然保护区和木里矿区生态环境综合整治作重要批示中，就专门提到秦岭北麓西安境内圈地建别墅问题，并且强调“对此类问题，就要扭住不放、一抓到底，不彻底解决、绝不放手”。从2016年到2018年，赵正永、娄勤俭、胡和平、刘国中等官员先后任陕西省省长及省委书记，魏民洲、王永康、董军、上官吉庆等先后任陕西省委常委、西安市委书记和西安市市长等职务。从2015年2月到2018年7月的近三年半时间里，陕西省委共召开151次常委会、50次专题会，省政府共召开73次常务会，没有一次专门研究完全解决秦岭违建问题。2016年初上任西安市市长的上官吉庆认为，违规建别墅问题经过2014年的集中专项整治，基本上取得了阶段性的成果。他仅仅是从巩固成果这个角度去看待这项工作的，并担心可能触碰到复杂的利益关系。2016年底，时任陕西省省长的胡和平在暗访时发现，秦岭翠华山湖景酒店存在超规模违规建设问题，但他并没有深究下去。
2018年7月，习近平对秦岭违建别墅做出第六次批示：“首先从政治纪律查起，彻底查处整而未治、阳奉阴违、禁而不绝的问题。”决定对相关情况展开彻查。7月下旬，中央纪委副书记徐令义带领专项整治工作组入驻陕西，与当地省、市、区三级政府联合开展针对秦岭违建别墅的整治行动。7月31日起，专项整治行动在秦岭北麓西安境内展开，共计清查出1194栋违建别墅；其中依法拆除1185栋、依法没收9栋；依法收回国有土地4557亩、 退还集体土地3257亩，这些都与先前陕西方面上报的数据有着极大差距。此后，一大批省、市涉案官员受到查处。2019年3月7日，陕西省省长刘国中在全国人大会议上说，已全面彻底整治秦岭北麓、西安境内违建别墅问题，实现了政治上查清、治理上彻底、长远上规范的目标。“我们将深刻汲取教训，举一反三，全面加强秦岭生态环境保护，还秦岭以宁静和谐美丽。”

## 涉案中管官员列表
| 姓名     | 最高职务                               | 处理结果                                                   | 备注 |
| -------- | -------------------------------------- | ---------------------------------------------------------- | ---- |
| 赵正永   | 中共陕西省委书记、省人大常委会主任     | 死刑，缓期二年执行，剥夺政治权利终身，并处没收个人全部财产 |      |
| 魏民洲   | 中共陕西省委常委、中共西安市委书记     | 开除党籍、开除公职，判处无期徒刑                           |      |
| 冯新柱   | 陕西省人民政府党组成员、副省长         | 开除党籍、开除公职，判处有期徒刑15年                       |      |
| 钱引安   | 中共陕西省委常委、秘书长               | 开除党籍、开除公职，判处有期徒刑14年                       |      |
| 陈国强   | 陕西省人民政府党组成员、副省长         | 开除党籍、开除公职，判处有期徒刑13年                       |      |
| 上官吉庆 | 中共西安市委副书记、西安市人民政府市长 | 留党察看二年，降为副厅级非领导职务                         |      |
| 程群力   | 西安市政协主席                         | 留党察看二年                                               |      |

## 评论
中央纪委副书记徐令义：“为什么党中央的明确要求，在一些地方贯彻落实得不认真、不彻底？表态的调门很高，落实的效果差，甚至阳奉阴违？归结起来违建别墅它是一个表象，不讲政治是根本。”
习近平2020年4月20日在秦岭牛背梁国家级自然保护区视察时说：“秦岭违建是一个大教训。从今往后，在陕西当干部，首先要了解这个教训，切勿重蹈覆辙，切实做守护秦岭生态的卫士。”